# Брадина
Брадина је насељено место у Босни и Херцеговини, у општини Коњиц, у Херцеговачко-неретванском кантону које административно припада Федерацији Босне и Херцеговине. Према прелиминарним резултатима пописа 2013. године, у насељу живи 72 становника.

## Историја
Генерал Оскар Поћорек је изводио маневре код села 1914. Током Првог светског рата овде су држани и злостављани интернирци. Сељаци су 1938. подигли цркву у спомен на краља Александра и пале жртве.
У Брадини је 25. и 26. маја 1992. извршен ратни злочин над Србима који су починили припадници Територијалне одбране Коњиц и Хрватског вијећа одбране. На дан 25. мај 1992. убијено је најмање 38 до сада идентификованих жртава српске националности, извршено је пет силовања, а више стотина становника је одведено у логор Челебићи. Припадници Територијалне одбране Коњиц и Хрватског вијећа одбране су том приликом уништили и спалили Брадину и околна српска села. У току 25, 26. и 27. маја 1992, колико је трајао злочин у Брадини, убијено је 54-оро Срба. Страдало је још 22-оје Срба који су након злочина одведени у логор Челебићи, гдје су изгубили животе. Пет лица се воде као нестала јер је њихова судбина и даље непозната.
Поводом обележавања 20. годишњице од злочина, у Брадини је подигнут у близини цркве споменик „Брадинске жртве рата 1992—1995“ са именима страдалих.

## Култура
У Брадини се налази обновљени храм Српске православне цркве посвећен Вазнесењу Господњем. Цркву су спалили припадници Територијалне одбране Коњиц и Хрватског вијећа одбране 25. маја 1992. године.

## Становништво
По последњем службеном попису становништва из 1991. године, у насељу Брадина живела су 603 становника. Становници су преко 90% били Срби. Према прелиминарним резултатима пописа 2013. у насељу живи 72 становника у 24 домаћинства. Некадашње становништво се окупља само једном годишње на дан парастоса сваког 25. маја.
| Националност       | 1991.        | 1981.        | 1971.        | 1961. |
| Срби               | 603 (90,68%) | 620 (88,57%) | 724 (87,65%) |       |
| Хрвати             | 32 (4,81%)   | 44 (6,29%)   | 64 (7,75%)   |       |
| Муслимани          | 16 (2,41%)   | 14 (2,00%)   | 36 (4,36%)   |       |
| Југословени        | 12 (1,80%)   | 22 (3,14%)   | 0            |       |
| остали и непознато | 2 (0,30%)    | 0            | 2 (0,24%)    |       |
| Укупно             | 665          | 700          | 826          | '     |

### Кретање броја становника по пописима
| година пописа  | 1948. | 1953. | 1961. | 1971. | 1981. | 1991. | 2013. |
| бр. становника | —     | —     | 1.067 | 826   | 700   | 665   | 72    |

## Презимена
Најчешћа српска презимена из Брадине су: Куљанин, Вујичић, Мркајић, Жужа, Куреш, Глигоревић, Матић, Копривица, Драганић, Живак и друга.

## Личности
- Анте Павелић, поглавник Независне Државе Хрватске